# 梁戈亮
梁戈亮（1950年5月5日—），中国男子乒乓球运动员。他在5届世界乒乓球锦标赛上获得了6枚金牌、3枚银牌和4枚铜牌。他在亚洲乒乓球锦标赛上也获得了3枚金牌、4枚银牌和5枚铜牌。